# Hölderlinturm

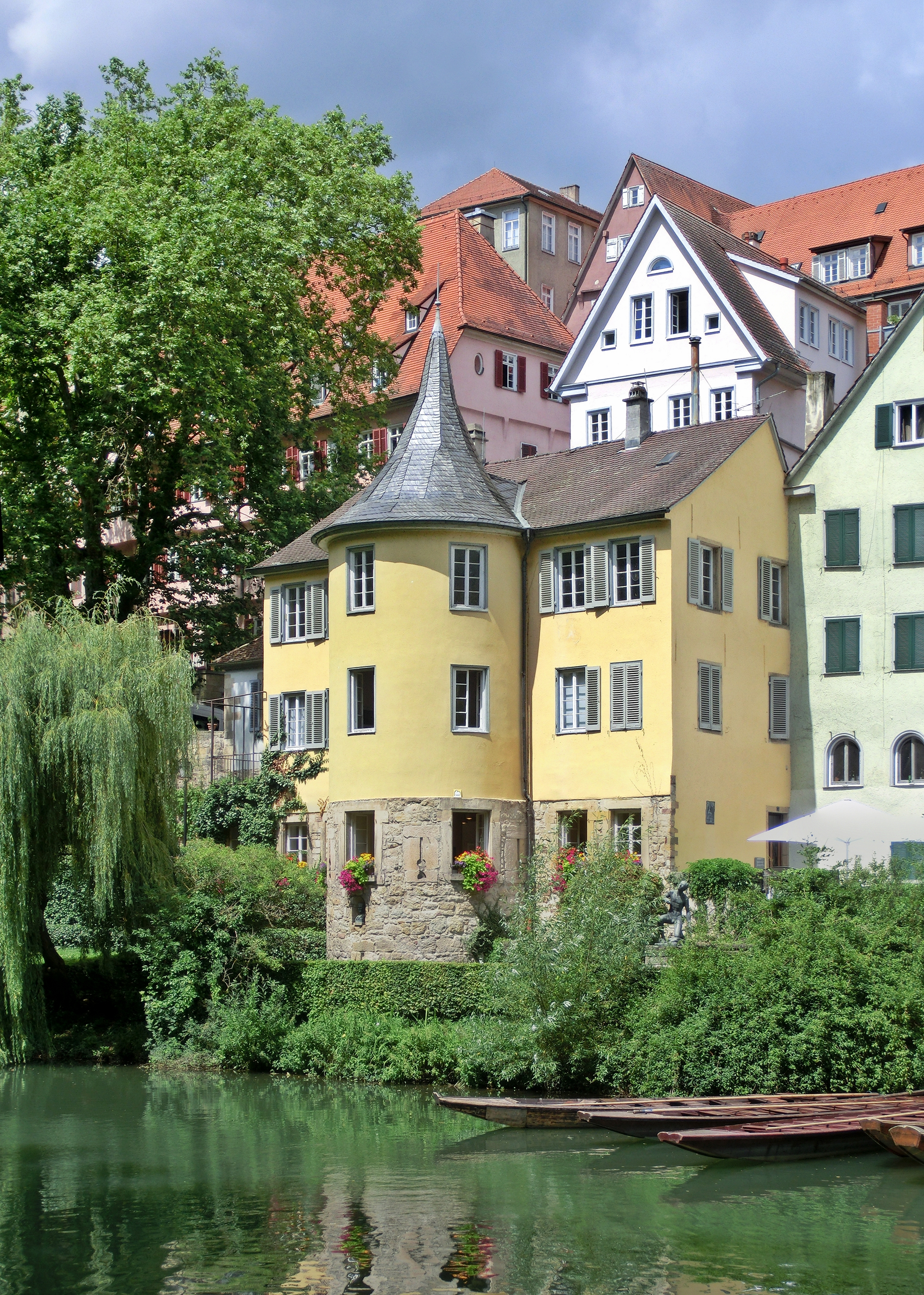
Hölderlinturm mit Stocherkähnen (2016)

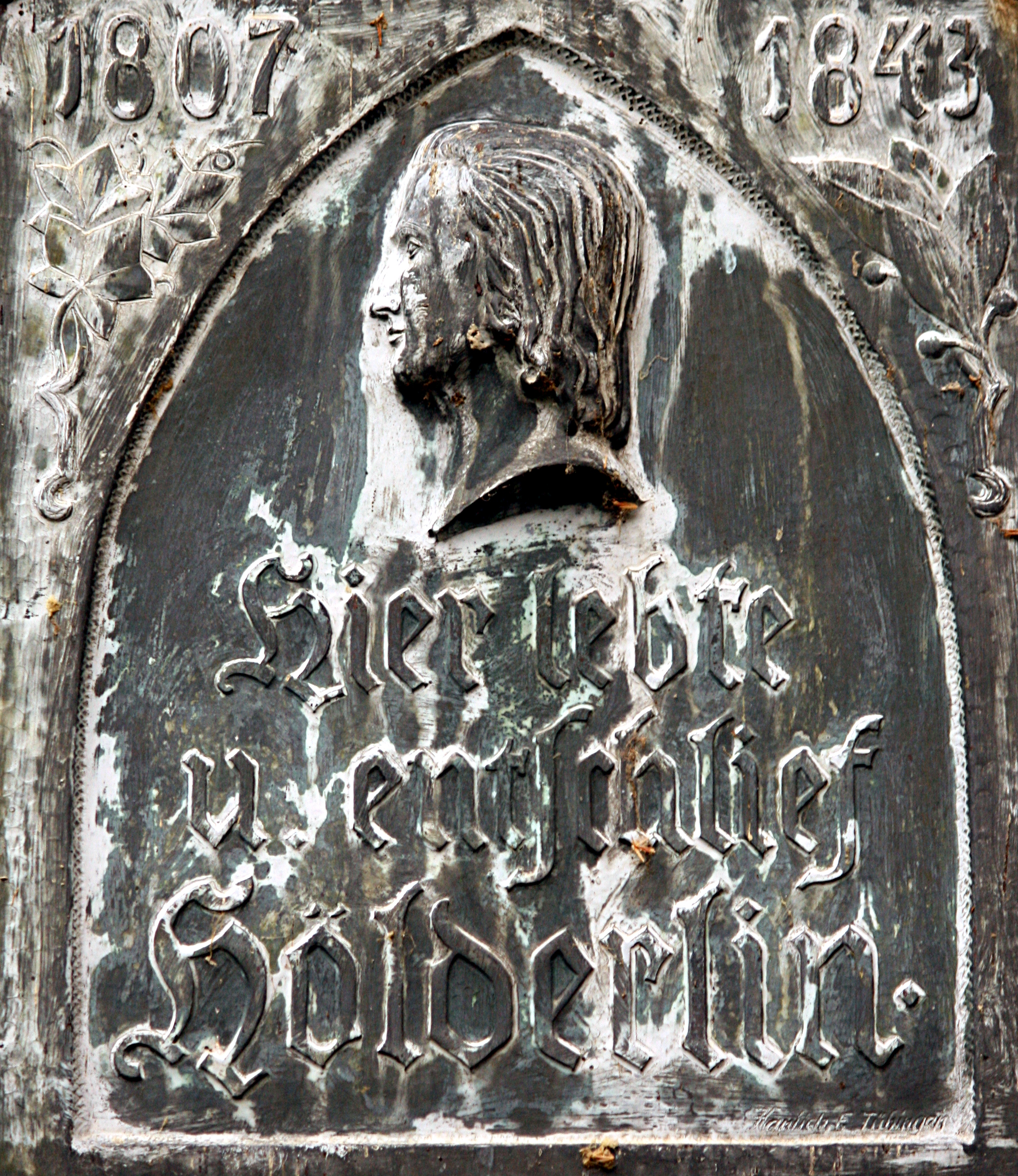
Tafel am Turm. Inschrift:
„1807–1843.
Hier lebte u. entschlief Hölderlin“

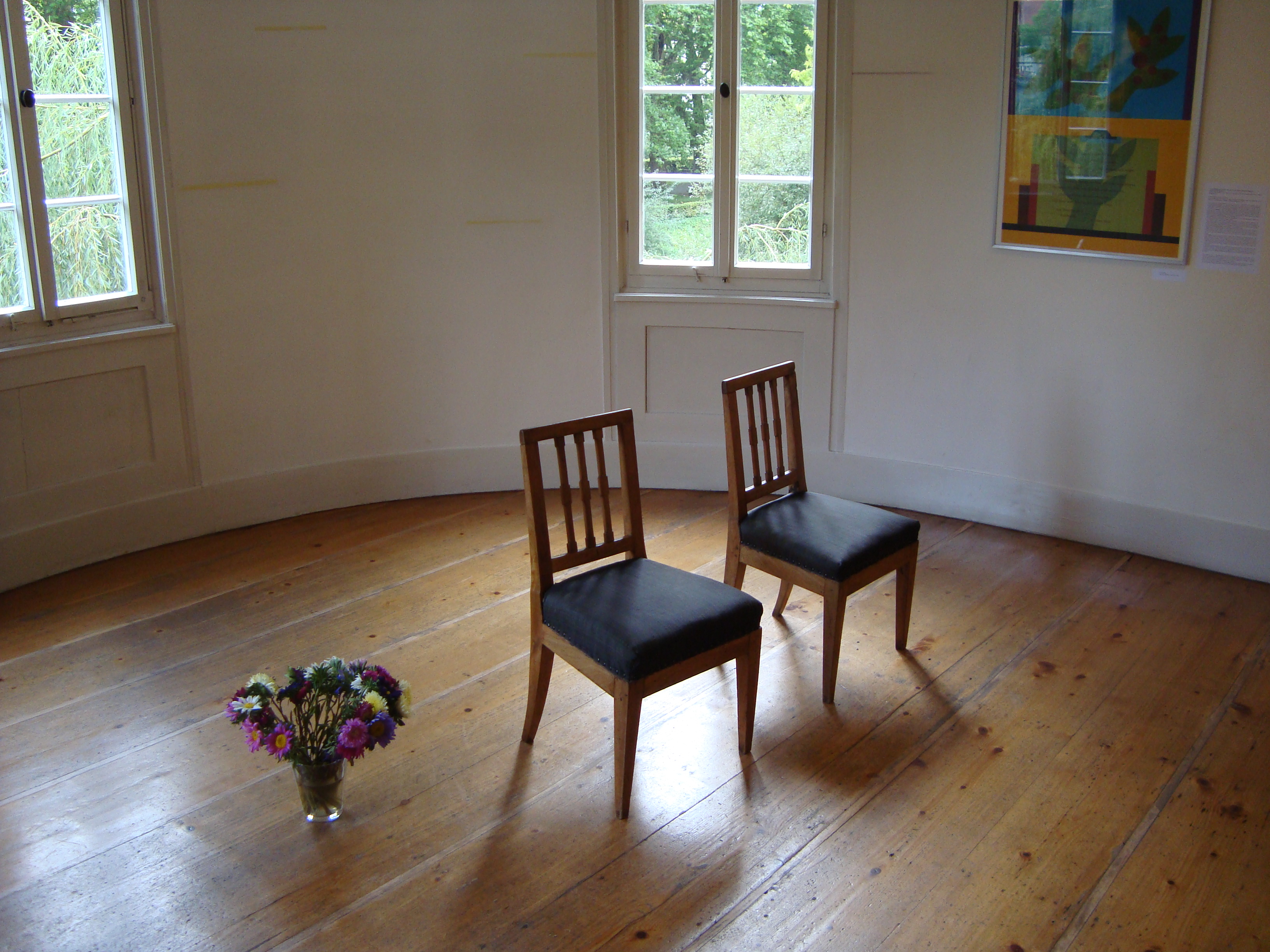
Das Turmzimmer im ersten Stock

Der Hölderlinturm in Tübingen wurde im späten 19. Jahrhundert nach dem Dichter Friedrich Hölderlin benannt, der dort vom 3. Mai 1807 bis zu seinem Tod im Jahr 1843 lebte. Das Gebäude ist eine der bekanntesten Gedenkstätten Tübingens.

## Geschichte
Die Geschichte des Hölderlinturms lässt sich bis ins 13. Jahrhundert zurückverfolgen. Der Sockel des Turms war Teil der mittelalterlichen Stadtmauer entlang des nördlichen Neckarufers. Die Existenz eines unmittelbar an den Turmsockel angrenzenden Hauses ist seit dem frühen 17. Jahrhundert belegt. Mit diesem unter einem Dach verbunden wurde im späten 18. Jahrhundert ein auf den Sockel aufgesetztes achteckiges Stockwerk.
Im Jahr 1807 wurde das Gebäude vom Schreinermeister Ernst Friedrich Zimmer erworben. Dieser nahm dort noch im gleichen Jahr den als unheilbar krank aus dem Autenrieth’schen Klinikum entlassenen Hölderlin, dessen Hyperion er bewunderte, auf. Der Dichter bewohnte 36 Jahre lang im ersten Stock des Turmes ein bescheiden eingerichtetes Zimmer.
Während der Turmzeit schrieb Hölderlin weiterhin – meist unter dem Pseudonym Scardanelli – und empfing auch Besucher, wie beispielsweise die Dichter und damaligen Studenten am Tübinger Stift Wilhelm Waiblinger und Eduard Mörike. Hermann Hesse beschreibt 1914 in seiner Erzählung Im Presselschen Gartenhaus einen Besuch der beiden bei dem kranken Hölderlin im Turm.
Zimmer ließ das zweistöckige Gebäude bis 1828 mehrmals ausbauen. Er starb 1838, seine Tochter Charlotte kümmerte sich fortan um Hölderlin. Im Jahr 1874 erwarb der Schuhmachermeister Carl Friedrich Eberhardt das Haus, ließ es wiederum erweitern und richtete dort eine Badeanstalt ein. Am 14. Dezember des folgenden Jahres brannte der Turm bis auf das Erdgeschoss ab. Bald wurden auf den Grundmauern ein neuer, runder Turm mit spitzerem Dach und ein größeres angrenzendes Haus errichtet. In den Bauplanen findet sich der Name Hölderlin’s Turm.
Die Stadt Tübingen erwarb im Jahr 1921 das Haus mit Unterstützung der Vereinigung zur Erhaltung und Erwerbung des Hölderlinturms. Im Jahr 1984 wurde im Zuge einer Renovierung das Innere des Hauses der Raumaufteilung zu Hölderlins Zeit angenähert. Von August 2017 bis Februar 2020 wurde das Gebäude erneut grundlegend saniert und umgestaltet sowie die Dauerausstellung überarbeitet.
Im Landestheater Tübingen feierte im Mai 2022 eine Satire mit dem Titel Die Sprengung des Hölderlinturms Premiere, die die Geschichte des Turms und Hölderlins Wirken thematisierte.
Im Turm und im angrenzenden Haus befindet sich das Hölderlin-Museum mit einer Dauerausstellung, Sonderausstellungen und einer Präsenzbibliothek. Der Hölderlinturm wird von der Stadt Tübingen in enger Kooperation mit der 1943 gegründeten Hölderlin-Gesellschaft, die ihren Sitz in dem Haus hat, verwaltet.

## Zeichnung
Der 1950 geborene Künstler Wolfgang Teucher illustrierte eine Text-Ausgabe des Pressel’schen Gartenhauses mit der Federzeichnung Hölderlin im Turm am Fenster.